# Atriplex glauca
Atriplex glauca é uma espécie de planta com flor pertencente à família Chenopodiaceae. 
A autoridade científica da espécie é L., tendo sido publicada em Species Plantarum, Editio Secunda 2: 1493. 1763.

## Portugal
Trata-se de uma espécie presente no território português, nomeadamente em Portugal Continental e no Arquipélago da Madeira.
Em termos de naturalidade é nativa das duas regiões atrás indicadas.

## Protecção
Não se encontra protegida por legislação portuguesa ou da Comunidade Europeia.